# Shadybrook (Teksas)
Shadybrook je naseljeno mjesto za statističke potrebe u američkoj saveznoj državi Teksas. Prema popisu stanovništva iz 2010. u njemu je živjelo 1.967 stanovnika.